# Саборна црква Васкрсења Христовог
Саборна црква Васкрсења Христовог (алб. Katedralja Ngjallja e Krishtit) је албанска православна црква у центру Тиране. Сматра се једном од највећих православних цркава на Балканском полуострву.
Званично је отворена 24. јуна 2012. године поводом обележавања 20. годишњице препорода Албанске православне цркве и избора архиепископа тиранског Анастасија.